# Сикрита (Прахова)
Сикрита (рум. Sicrita) насеље је у Румунији у округу Прахова у општини Рафов. Oпштина се налази на надморској висини од 88 m.

## Становништво
Према подацима из 2002. године у насељу је живело 508 становника, од којих су сви румунске националности.